# パナソニック オートモーティブシステムズ
パナソニック オートモーティブシステムズ株式会社（英: Panasonic Automotive Systems Co., Ltd.）は、車載コックピットシステム、ADAS（先進運転支援システム）および関連デバイス、車載充電器、xEV向けシステム・デバイスなどの開発・製造・販売を担うオートモーティブ関連の事業会社である。2022年4月にパナソニック ホールディングス株式会社の傘下にある8つの事業会社の1つとして発足し、2024年末にパナソニックグループから米投資ファンドへの株式譲渡により切り離された。

## 概要
パナソニックのオートモーティブ事業は、1939年に朝香宮家御召自動車用のスーパー受信機制作の依頼を受けたことに始まる。1950年には、1931年に生産を開始していた家庭用ラジオの技術を応用してカーラジオを開発し、本格的にオートモーティブ事業へ参入。その後、自動車電話やカーナビゲーションなどを開発・製造・販売し、現在ではモビリティー空間の提案企業として、次世代コックピットなどにも取り組んでいる。1993年に市販カーナビ1号機を発売後、1996年には業界に先駆けてVICSによる渋滞情報に対応したカーナビ（3メディア対応）、1997年には世界初の市販DVDカーナビを発売した。1999年には世界初の純正DVDカーナビの納品も開始した。2001年に国土交通省によるETC導入と同時に、ETC車載器の販売を開始。
横浜市に、5G搭載車の通信性能を車両丸ごと全方位で測定できる国内最大級の電波暗室を保有。また2016年6月には、専用の車両試験場も完成。
現在の企業スローガンは、「Heartmotive こころ動かす出会いを創り続ける」（2023年1月時点）。

## 沿革
- 2022年（令和4年）
  - 4月 - パナソニック株式会社が純粋持株会社制へ移行し、オートモーティブ事業が分社化し、設立。
- 2024年
  - 3月 - パナソニックホールディングス（パナHD）は3月29日、米投資ファンドのアポロ・グループとの間で、パナソニックオートモーティブシステムズ（PAS）の株式譲渡契約を締結したと発表した。アポロが投資助言するファンドがPAS株を80％、パナHDが20％取得する。パナHDは持分法適用会社として共同で事業運営にあたる。2024年度末までに取り引きが完了する見込み[7][8]。

## 主要製品
（この節の出典：）
人の「移ごこち」
コックピット総合ソリューション、車室空間「WELL Cabin」、カーナビゲーションシステム、ワイヤレス充電器、プレミアムサウンドシステム、後席ディスプレイシステム、コネクテッドディスプレイオーディオ、 車載ナノイー発生器、ANC(消音）/ASC(創音）システム、車載用アンプ 、デッキメカニズム、シートヒーターなど
街の「移ごこち」
フルディスプレイメーター、ヘッドアップディスプレイ、ETC2.0車載器、ADAS（先進運転支援システム）、車載カメラ、電子インナーミラー、ソナー、ドライブレコーダー、自動車サイバーセキュリティ、Hands On Detectionシステム(HoD)、サラウンドビューシステム、制御ECU、スマートキーレス/BluetoothUnit(BTU)、侵入センサー、シフターシステム 、カメラウォッシャー、ヘッドランプウォッシャー 、サイドミラー/ルームミラー、透過加飾パネル、インパネスイッチ 、ステアリングスイッチなど
地球の「移ごこち」
EVパワエレ、バッテリーヒーター、電動コンプレッサーなど

## 国内事業所
- 横浜拠点（本社）：神奈川県横浜市都筑区池辺町4261番地・神奈川県横浜市都筑区佐江戸町600番地
- 松本拠点：長野県松本市大字笹賀5652番地
- 敦賀拠点：福井県敦賀市堂26号1番地の1
- 白河拠点：福島県白河市白坂牛清水15
- 門真拠点：大阪府門真市大字門真1006番地・大阪府守口市八雲東町1丁目10番12号
- 草津拠点：滋賀県草津市桜ヶ丘5丁目1番5号
- 松坂拠点：三重県松阪市上川町1578-5
- 営業拠点
  - 愛知県豊田市西町4丁目25番地 (日本生命豊田市役所前ビル内)
  - 神奈川県厚木市中町4丁目16番21号 プロミティあつぎビル7階
  - 栃木県宇都宮市大通り4丁目1番18号　宇都宮大同生命ビル8階
  - 広島県広島市南区段原南1-3-53 広島イーストビル7階

## 関連会社
- 国内
  - パナソニック カーエレクトロニクス株式会社
  - パナソニックITS株式会社
  - パナソニックSNエバリュエーションテクノロジー株式会社
  - 播磨三洋工業株式会社

- 海外
  - パナソニックASアメリカ社
  - パナソニックASメキシコ株式会社
  - パナソニックAS販売メキシコ
  - パナソニックASレイノサ メキシコ株式会社
  - パナソニックASモンテレイ メキシコ株式会社
  - パナソニックASシェアードサービス メキシコ株式会社
  - パナソニックASヨーロッパ有限会社
  - パナソニックASチェコ有限会社
  - オープン・シナジー有限会社
  - パナソニックASアジアパシフィック株式会社
  - パナソニックASマレーシア株式会社
  - パナソニックASインド株式会社
  - パナソニックAS中国有限会社
  - パナソニックAS開発天津有限会社
  - パナソニックAS大連有限会社
  - パナソニックAS蘇州有限会社
  - フィコサ・インターナショナル株式会社（パナソニック ホールディングス100%保有）